# シェラトン・グランデ・スクンビット

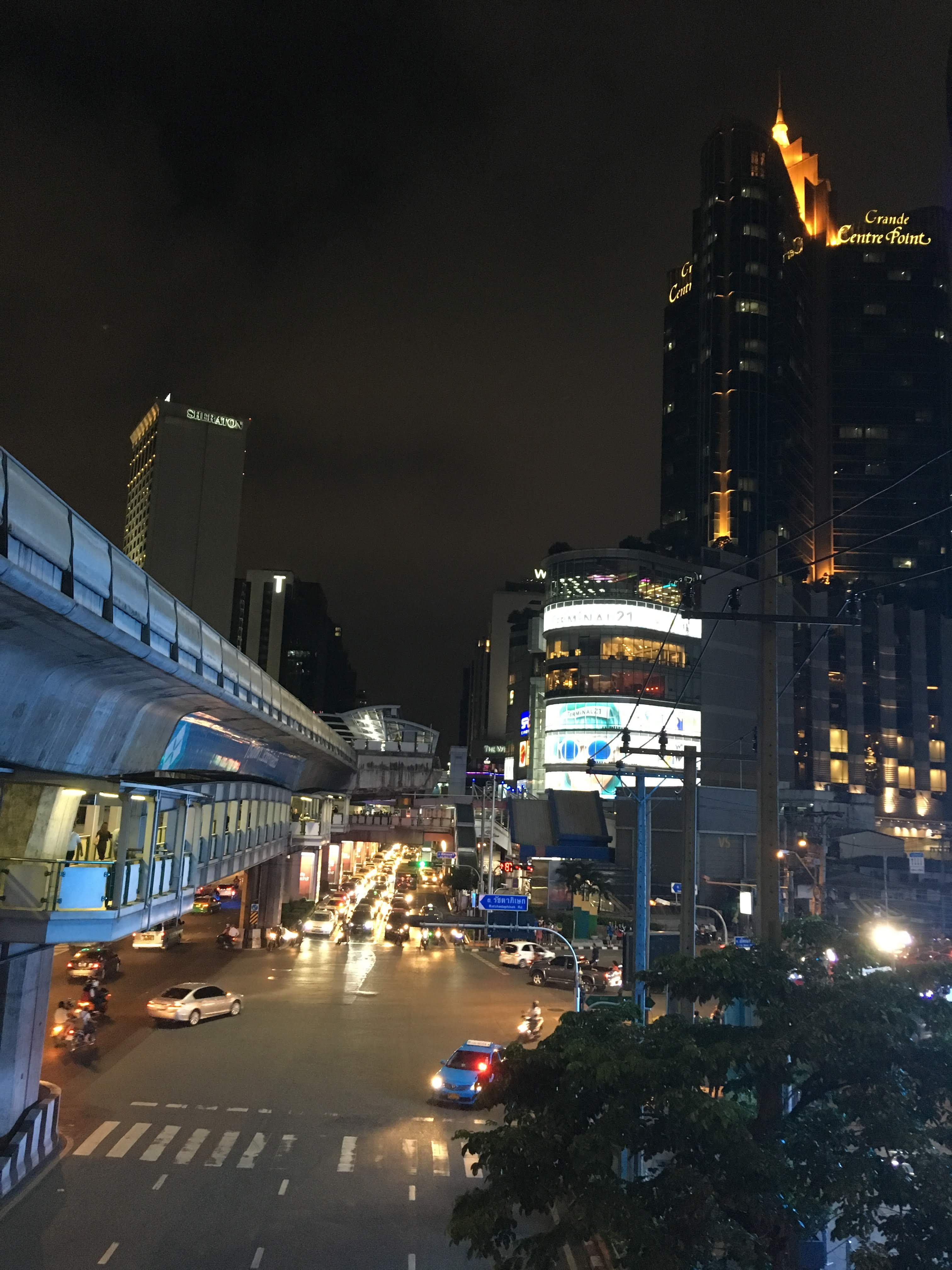
画像左奥の高層の建物がシェラトン

シェラトングランド・スクンヴィット，ラグジュアリーコレクションホテル，バンコク(Sheraton Grande Sukhumvit, a Luxury Collection Hotel, Bangkok)は、タイの首都であるバンコク・クローントゥーイ区にある最高級ホテル。

## 特徴
スターウッド・ホテル&リゾートの最高級ブランドであるラグジュアリー コレクションの一つ。バンコク・スカイトレインのアソーク駅まで徒歩約1分で行くことができるため、街歩きなどに便利である。
パッケージツアーやホテルクーポンで利用される客室は約45平方メートルの広さである。スペイン産タイルに彩られたバスルームはアジアン・リゾートをイメージしてあり、全室ともシャワーとバスタブが独立している。
様々な植物に囲まれたプールは、宿泊客の人気が高い。プールの中のタイルが濃い青色をしているため、南国の海で泳いでいる感覚をもたらしてくれる。
1996年3月開業、420室。

## 施設
- バジル(basil)　タイ料理
- リビングルーム(Living Room)　ジャズクラブ
- オーキッド カフェ(Orchid Café)　ブッフェ
- ロッシーニズ(Rossini's)　イタリア料理
- サラ(Sala)　屋外での軽食
- グランデ スパ(The Grande Spa)　スパ
- プール　屋外に1か所

など